# Philipp Kühn
Philipp Kühn (Beckum, 2 settembre 1992) è un calciatore tedesco, portiere dell'Apollōn Limassol.

## Palmarès

### Club

#### Competizioni nazionali
- 3. Liga: 2

Sandhausen: 2011-2012
Osnabrück: 2018-2019
- Fußball-Regionalliga: 1

Viktoria Colonia: 2016-2017 (girone Ovest)